# Johannes Werner von Zimmern der Jüngere

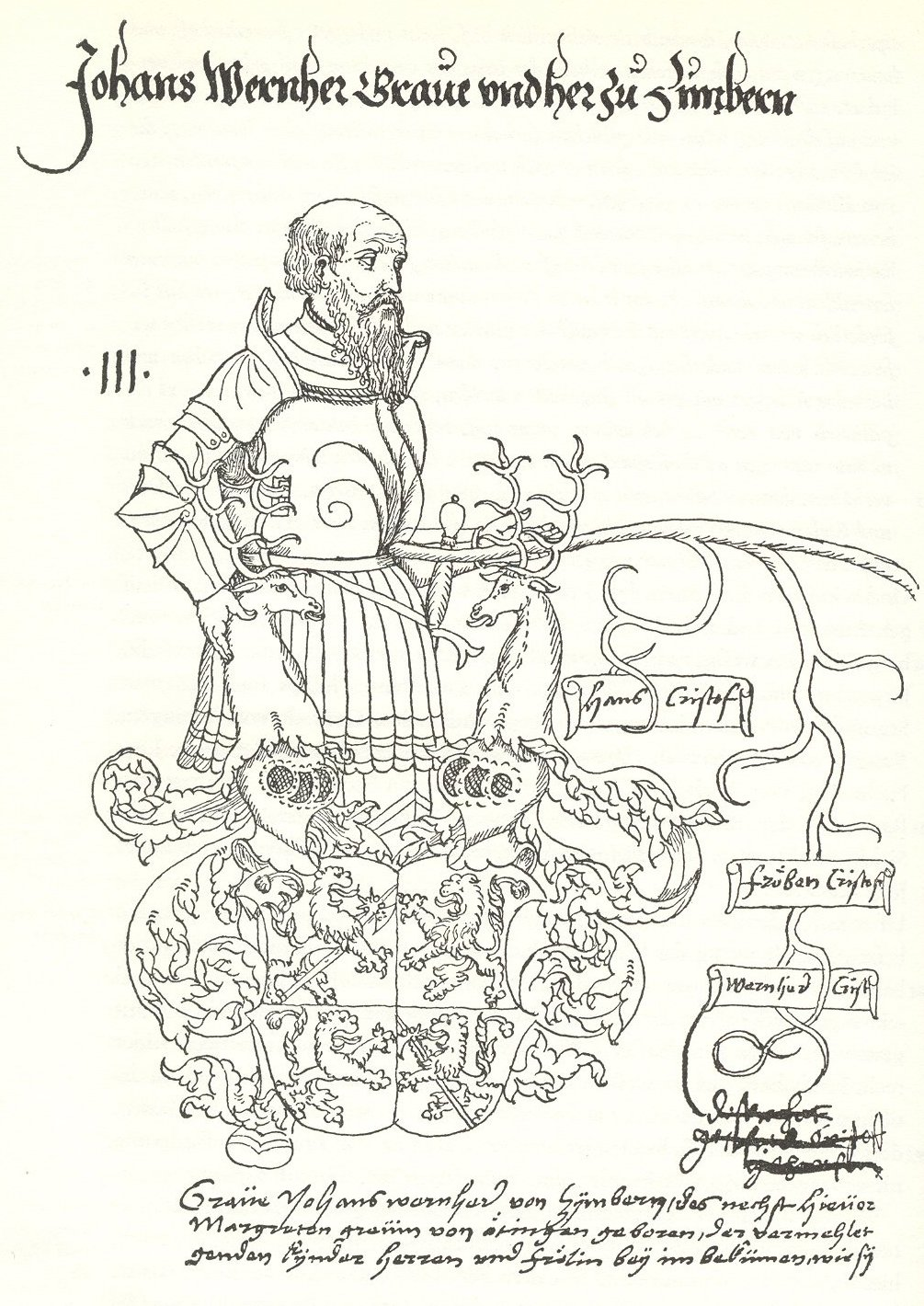
Johannes Werner der Jüngere von Zimmern

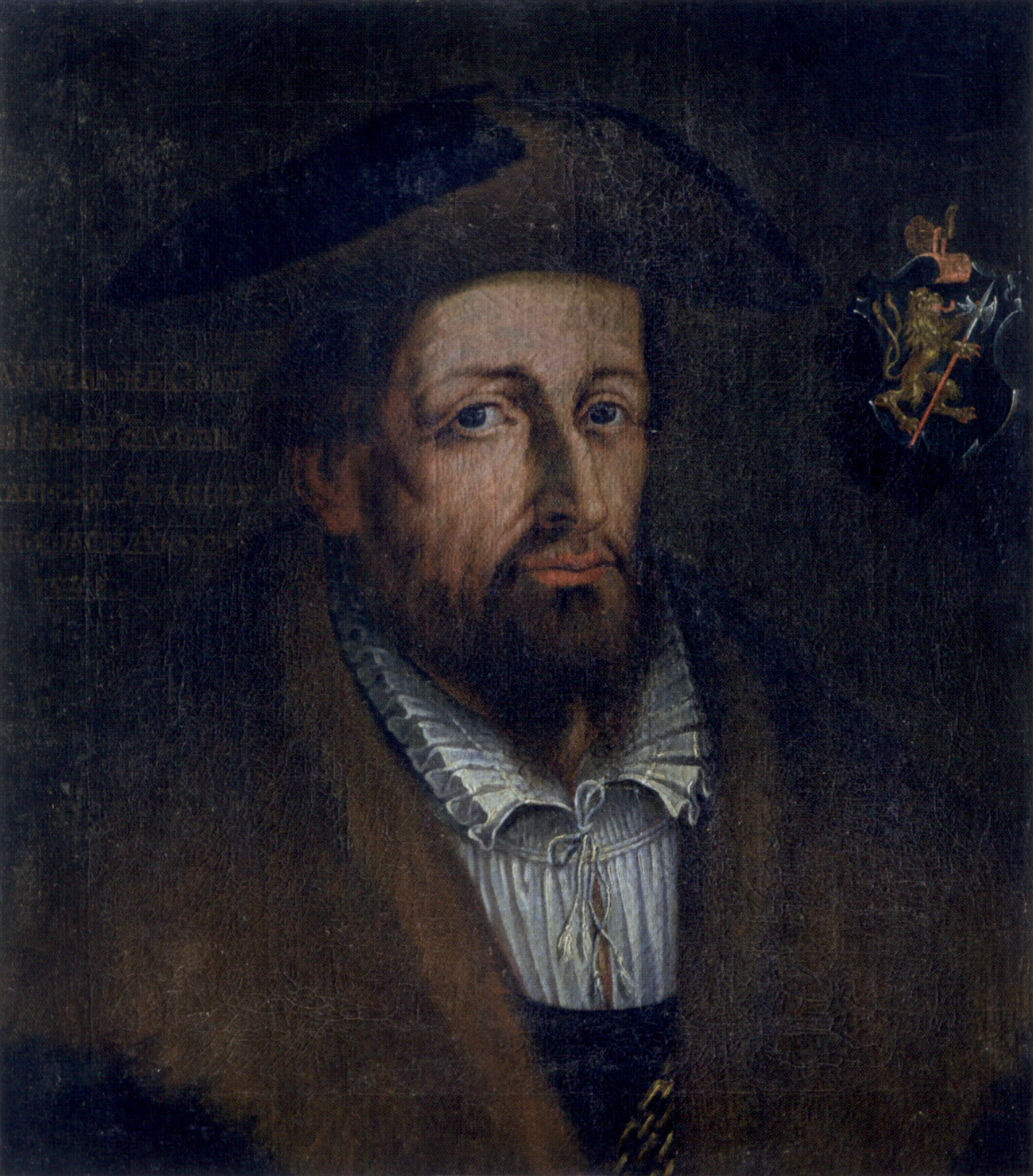
Johannes Werner der Jüngere von Zimmern (Porträt, wohl aus dem 17. Jh. nach älterer Vorlage)

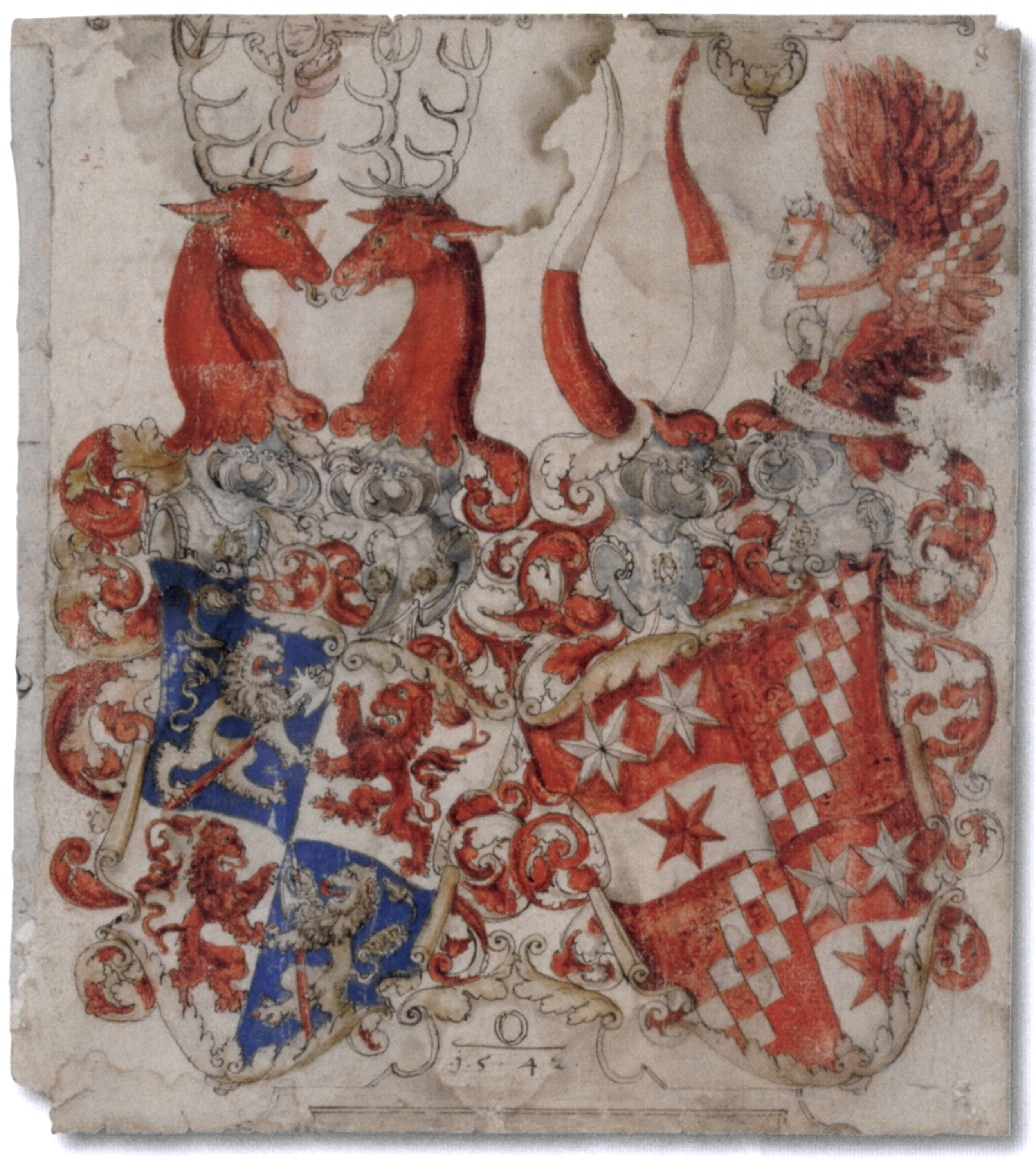
Allianzwappen Zimmern-Erbach

Johannes Werner der Jüngere Graf von Zimmern (* 24. Juni 1480 in Meßkirch; † Januar 1548) war ein deutscher Adeliger. Er stammte aus der Familie von Zimmern, die zu seinen Lebzeiten 1538 in den Grafenstand erhoben wurde.

## Kampf ums Erbe
Im Zuge der Werdenbergfehde ab 1487 verlor sein Vater Johannes Werner von Zimmern der Ältere wegen der gegen ihn verhängten Reichsacht seine Besitzungen. Vor dem kaiserlichen Hofgericht in Rottweil übertrug er am 8. September 1487 seine beiden Herrschaften Meßkirch und Oberndorf an seine vier Söhne und vier Töchter. Da diese noch nicht mündig waren, konnten sie ihre Rechte aber nicht durchsetzen. Die beiden ältesten Söhne, Johannes und Veit, wurden an den Hof von Kurfürst Philipp Pfalzgraf bei Rhein nach Heidelberg geschickt.
Nach dem Tod seines Bruders Veit Werner 1499 setzte Johannes den Kampf um das väterliche Erbe fort. Nach den überstürzten und unüberlegten Handlungen seines Bruders setzte der deutsche König und spätere Kaiser Maximilian I. auf eine rasche Lösung des Streites im Sinne der Werdenberger. Es war nun Berthold von Henneberg der die Verhandlungen in die Länge zog, da er bei seiner Auseinandersetzung mit Kaiser Maximilian I. um die Ausgestaltung der Reichsreform die Unterstützung der zimmernfreundlichen süddeutschen Stände benötigte.
Nach langwierigen Verhandlungen ließ Maximilian I. durchblicken, dass ihm zwar durch Zusagen gegenüber den Werdenbergern die Hände gebunden seien, er aber, wenn entsprechende Fakten geschaffen würden, die dann gegebene Situation bestätigen könne.
Johannes Werner holte die Unterstützung seiner pfalzgräflichen Gönner sowie Bayerns und Württembergs ein und eroberte am 17. September 1503 Meßkirch zurück. Am 9. März 1504 wurden auf dem Reichstag in Augsburg die Herren von Zimmern wieder in ihre alten Rechte eingesetzt.

## Herr von Meßkirch
Johannes Werner nahm Abschied vom kurpfälzer Hof, begab sich nach wenigen Jahren nochmals an den Hof von Markgraf Christoph von Baden. Dieser versuchte, ihn mit einer reichen Straßburger Patrizierwitwe zu verheiraten, die aber darauf bestand, dass er den Titel eines Grafen von Rordorf annehme und den Namen Zimmern aufgebe. Darauf verzichtete er auf die Heirat und zog damit den Zorn seines Gönners auf sich. Er zog an den Hof des Erzbischofs Jakob von Trier.
Nach dem Tod seines Onkels Gottfried am 10. Mai 1508 kehrte er zurück und nahm auch die Erbhuldigung der Herrschaft vor Wald entgegen. Es erfolgte dann die Erbteilung unter den drei Brüdern: Johannes Werner erhielt die Herrschaft Meßkirch. Der Erlös der Weinberge in Überlingen und in Hilzingen wurde zwischen den beiden älteren Brüdern geteilt. Bezüglich des Wildenstein wurde vereinbart, dass sie beide die Verwaltung in alternierenden Jahren innehaben und in solchen Jahren sowohl die Erlöse aus den dazugehörigen Äckern und Wiesen ziehen sollten, aber auch für den Unterhalt aufzukommen hatten. Die Schulden, die in der Zeit der Verbannung aufgelaufen waren, wurden ebenfalls geteilt: 335 Gulden bei Johannes Werner und 475 Gulden bei Gottfried Werner. Beide Brüder gaben sich noch das gegenseitige Vorkaufsrecht, und Johannes Werner, als der älteste, verpflichtete sich, binnen Jahresfrist zu heiraten.
Ludwig von Löwenstein, der den jungen Zimmern am kurpfälzischen Hof ein guter Rat und Beistand gewesen war, bot Johannes Werner die Hand seiner Tochter Elisabeth, und dieser gab zu verstehen, dass er nicht abgeneigt sei.  Man verabredete sich zu einem Treffen auf Burg Neuscharfeneck bei Landau. Gleichzeitig wollten aber die Werdenberger das Haus Zimmern auch dynastisch an sich binden. Sie schlugen deshalb eine Ehe mit einer ihrer Nichten vor. Die beiden erbberechtigten Töchter (da keine Brüder) von Erasmus Schenk von Erbach und Bickenbach und Elisabeth von Werdenberg weilten in Sigmaringen als Hoffräulein der Markgräfin Eleonore von Mantua, der Frau von Christoph von Werdenberg (der von Veit Werner von Zimmern fast erschlagen worden wäre).
Aus der unmittelbaren schwäbischen Nachbarschaft wurde Johannes Werner unbedingt zu letzter Heirat geraten. Zwischen zwei Stühlen sitzend, entschloss er sich zur Heirat mit Katharina von Erbach, die dann 1510 vollzogen wurde. Dies war sehr zum Missfallen seiner Mutter, der Gräfin von Oettingen, und seines Bruders Gottfried Werner, denen die durch die Werdenberger erlittene Schmach noch sehr bewusst war.
Das bickenbachische Erbe brachte nur Ärger und lange Rechtsstreite. Auf dem Reichstag zu Worms 1521 konnte ein Vergleich getroffen werden, der Katharina von Erbach und ihrer Schwester 1500 Gulden und Silbergeschirr zusprach.
Johannes Werner wurde noch in den Mord an Andreas von Sonnenberg verwickelt, da er dem Mörder, Felix von Werdenberg, in der Nacht vor dem Mord Unterschlupf auf dem Wildenstein gewährt hatte.

## Herrschaft vor Wald
Nach der Hochzeit Gottfried Werners mit Apolonia von Henneberg gelang es diesem, Johannes Werner – allein mit dem Hinweis auf die hohe Geburt seiner Gattin – zu einem Tausch der Herrschaften zu bewegen. Johannes Werner übernahm die Herrschaft vor Wald, Gottfried Werner übernahm Meßkirch. Johannes Werner zog mehrmals in diverse Häuser innerhalb Meßkirchs um, wobei er jeweils die neuen Fenster, sowie die Türschlösser und Beschläge ausreißen und wieder einbauen ließ, die er zuvor für das Schloss Meßkirch besorgt hatte. Deren Mitnahme hatte ihm Gottfried Werner großzügiger Weise genehmigt.
Gottfried Werner gelang es auch noch im Jahre 1514, seinem Bruder den Wildenstein abzuschwatzen. Johannes Werner der Jüngere zog endlich in die Herrschaft vor Wald nach Seedorf. Als nun Wilhelm Werner die Burg Herrenzimmern von Heinrich Zimmerer erwarb, verkaufte Johannes Werner aus Wut und Trotz die Dörfer Herrenzimmern, Villingen (-dorf), sowie Talhausen (heute Gemeinde Epfendorf) an die Stadt Rottweil. Gottfried Werner griff nicht ein und machte von seinem Vorkaufsrecht nicht Gebrauch, da zu diesem Zeitpunkt die Brüder nicht mehr miteinander sprachen und deshalb auch den jeweils anderen gewähren ließen. Der Verkauf Oberndorfs an Rottweil konnte nur durch den Einspruch Kaiser Maximilians I. verhindert werden, da es sich um eine habsburgische Pfandschaft handelte. Rottweil suchte Anschluss an die Eidgenossenschaft, und Maximilian musste dies verhindern. Oberndorf kam an Wilhelm Werner von Zimmern. Auch günstige Kaufgelegenheiten, wie Werenwag und Hohenfels wurden nicht realisiert.
Was in den Jahren des Kampfes um ihr Erbe der gemeinsame Fokus aller Zimmern war, für den Vater und Bruder ihr Leben ließen, wurde jetzt durch Johannes Werners Verhalten leichtfertig vertändelt. Möglicherweise stellte sich bei ihm eine gewisse Resignation ein, als er nach einer Serie von folgenschweren Fehlentscheidungen von seinen Brüdern und seiner Mutter zur Rechenschaft gezogen wurde. Eine andere Erklärung könnte sein, dass er, der letztendlich die Rückeroberung der zimmerischen Besitzungen bewerkstelligte, dieses Erbe mit den unbeteiligten Brüdern teilen musste. Es fehlte ihm jedenfalls jeglicher dynastischer Ehrgeiz, wie sein Verhalten beim Erwerb der Grafenwürde zeigt.
1514 wurde der erste Sohn, Christoph Werner geboren, der zweite Johannes Christoph im Jahre 1516.
1517 begab er sich auf eine Wallfahrt nach Santiago de Compostela. Man reiste in der ersten Fastenwoche ab und kehrte Fronleichnam wieder zurück. In dieser Zeit verstarb sein erster Sohn.
Als Süddeutschland im Herbst 1518 von einer Pestepidemie befallen wurde, zog sich Johannes Werner mit einigen anderen Adeligen auf den Hohentwiel zurück. Seine schwangere Frau schickte er zu ihrem Stiefvater nach Mespelbrunn. Dort wurde am 19. Februar 1519 sein dritter Sohn Froben Christoph von Zimmern, der Verfasser der Zimmerischen Chronik, geboren.
1522 zog Johannes Werner mit seinem gesamten Haushalt nach Hochmössingen (heute Stadt Oberndorf). Es handelte sich um ein extrem regenreiches Jahr und man glaubte, eine neue Sintflut stünde bevor. Wer es sich leisten konnte, zog aus den Tälern auf die Höhen.
„In solchem dorf zohe er in ain arms, schlechts söldnerheusle, so sein leibaigen man innehatte, der war im gewichen. Das ander gesündt sampt den pferdten wardt in andere nechst umbgelegne heuser losirt. (…) Mitler weil aber herr Johanns Werner also zu Hochmessingen wonete, pflag er vil kurzweil alda anzurichten, fürnemlich aber gab er mehrmals abenteuren auß. Einsmal aber, als er abermal ain solchen schimpf zugerüst und vil volks zu Hochmessingen uß der ganzen landsart zusammen kommen, richt er ain danz an, wie man vermaint, wol an tausendt personnen an dem danz weren…“.
Die betroffenen Bauern verklagten Johannes Werner vor ihrem Schutzherren, dem Rat zu Rottweil:
1. Er habe 100 Gulden, die ihren Dörfern (Hochmössingen und Winzeln) zugestanden hätten, für eigene Zwecke gebraucht.
2. Der Futterhafer, den er bei seinem Aufenthalt eingefordert hatte, habe ihm nicht zugestanden.
3. Er habe ihnen das Fischen bei Geldstrafe verboten.
4. Habe er ihnen Wälder und Hölzer, die den Dörfern gehörten genommen.
5. Die von ihm erhobene Salzsteuer sei höher als ihm von alters her zustände.
6. Wolle er die Ämter Schultheiß, Richter und Büttel einsetzen, was doch Aufgabe eines Gerichtes sei.
7. ? (Übersetzung nicht gelungen)
8. Dass die Dörfer über die Aufnahme und das Bleiberecht eines freien Mannes entscheiden dürfen.
9. Dass die Frondienste zu hoch seien.

Johannes Werner bestritt all diese Vorwürfe, und auch die städtischen Fürsprecher gaben ihnen nicht Recht.
„Und ob gleichwol die sach der zeit also in der güete hingelegt, nochdann hat inen herr Johanns Wernher ire ungehorsame nit vergessen künden; zudem, als bemelte bauren wider sein verhoffen sich hernach in der peurischen ufrur wider im empört, ist er hievon so gar erbittert worden, das er sie auch nit behalten wellen, sondern hat die baide dörfer sampt dem herrlichen weier zu Winzlow seinem brueder, herr Gottfriden Wernhern umb ain schlechts, liderlichs gelt kaufsweis zugestellt“.
1524, am Dienstag nach Pfingsten, wurde sein Sohn Gottfried Christoph geboren.

## Bauernkrieg
1525 brach der Bauernkrieg aus. Johannes Werner floh mit seiner Familie nach Rottweil, wo auch andere Adelige und die Äbte von Alpirsbach und Sankt Georgen Zuflucht gesucht hatten.
„…zudem het es dozumal ain treffenliche guete gesellschaft zu Rotweil, und seitmal es in allen landen krieg und unfriden, und aber sie alda in gueter sicherhait, haben sie alle recreation und guete gesellscheften gesucht und gehalten. Sie brachten der zeit ain manier uf, so man nampt maislen, das sollte ain kurzweil sein. Das war, so man allen hausrath im haus hin und wider warf, verderbt und verwüstet, auch ainandern mit kuchenfetzen warf, mit unsauberm wasser beschütt und dergleichen…“. „Dieweil aber baide ept von Alperspach und Sant Jörgen ire feiertägliche schwarzen kutten angelegt hetten, richt er das maislen unversehenlich nach dem essen an. Sie beschütten ainandern mit karspuelen, darvon kriegten die münch auch iren tail. Indess bringt ainer außer anschiften herr Johannsen Wernhers einen wolbestobnen melsack, der wurt umbher geworfen. Die baid münch warfen auch umb sich und waren vil abenteuriger, dann andere. Ire kutten wurden bestoben und also zugericht, das sie nit vil mehr wert, und muesten dieselb nacht ohne lichter heim schleichen, dann sie in den melbigen, bestobnen kutten sich offentlich nit sehen dörfen lassen.“
Nach dem Ende des Bauernkriegs belegte Johannes Werner seine Bauern mit Geldstrafen. Da er ihnen dennoch nicht mehr traute, suchte er einen sicheren Aufenthaltsort. Er kaufte seinem Bruder Gottfried Werner die Burg Falkenstein an der Donau ab, zog aber erst zwei Jahre später dorthin.
Mittlerweile wurde 1526 seine Tochter Barbara geboren, die aber noch im selben Jahr verstarb.
Johannes Werner hatte auch noch eine uneheliche Tochter, Berbelin (Bärbelin) genannt.